# Liste des parcs de loisirs en Espagne
Cet article est une liste des parcs de loisirs d'Espagne.

## Localisation des principaux parcs de loisirs espagnols
| PortAventura World Parque Warner Madrid Parque de atracciones de Zaragoza Isla Mágica Parque de atracciones de Madrid Terra Mítica |

## Parcs à thèmes

### Andalousie
- Isla Mágica, Séville
- Parque acuático Vera, Almería

### Aragon
- Parque de atracciones de Zaragoza

### Castille-La Manche
- Puy du Fou España, Tolède

### Catalogne
- PortAventura Park, Salou
- Ferrari Land, Salou

### Communauté valencienne
- Terra Mítica, Benidorm

### Madrid
- Parque Warner Madrid, San Martín de la Vega

### Malaga
- Tivoli World, Benalmádena

## Parcs d'attractions

### Catalogne
- Parc d'atraccions del Tibidabo, Barcelone

### Madrid
- Parque de Atracciones de Madrid, Madrid

### Pays basque
- Parque de Atracciones del Monte Igeldo, Saint-Sébastien

## Parcs aquatiques

### Andalousie
- Aqualand Bahía de Cádiz, El Puerto de Santa María
- Aqualand Torremolinos, Malaga
- Aquopolis Sevilla, Séville
- Aquopolis Cartaya, Huelva
- Parque acuático Mijas, Malaga

### Catalogne
- Aquabrava, Roses
- Aquadiver Platja d'Aro, Gérone
- Aqualeón, Albinyana
- Aquopolis Costa Daurada, Vila-seca
- Illa Fantasia, Vilasar de Dalt
- Marineland, Palafolls
- PortAventura Caribe Aquatic Park, Salou
- Water World Lloret, Lloret de Mar

### Communauté valencienne
- Aqualandia, Benidorm
- Aquopolis Cullera, Valence
- Aquopolis Torrevieja, Alicante
- Aquarama, Benicàssim

### Estrémadure
- Lusiberia, Badajoz

### Îles Canaries
- Aqualand Costa Adeje, Tenerife
- Aqualand Maspalomas, Grande Canarie
- Siam Park, Tenerife

### Madrid
- Aquopolis San Fernando de Henares, Madrid
- Aquopolis Villanueva de la Cañada, Madrid

### Majorque
- Aqualand El Arenal
- Palma Aquarium Platja de Palma